# Stiftung für Kunst, Kultur und Geschichte
Die Stiftung für Kunst, Kultur und Geschichte, SKKG wurde 1980 von Bruno Stefanini (1924–2018) in Winterthur, Schweiz, gegründet. Die Sammlung der SKKG besteht aus rund 14'000 Kunstwerken und rund 84'000 Objekten. Sie umfasst unterschiedliche Kunstwerke und historische Objekte, von der Steinzeit bis zur Gegenwart, von der winzigen Taschenuhr bis zu einem Zirkusmodell mit den Dimensionen einer Wohnung. Ziel der Stiftung ist, die umfangreiche Sammlung in ihrer Vielfalt bekannt und der Öffentlichkeit zugänglich zu machen. Dazu sucht die SKKG aktiv Kooperationen und unterstützt Institutionen durch Leihgaben für Ausstellungen oder Dauerleihgaben und schafft digitale Zugänge zur Sammlung. Die SKKG unterstützt auch Museen und verwandte Gedächtnisinstitutionen in der ganzen Schweiz mit Förderungsmitteln.

## Geschichte

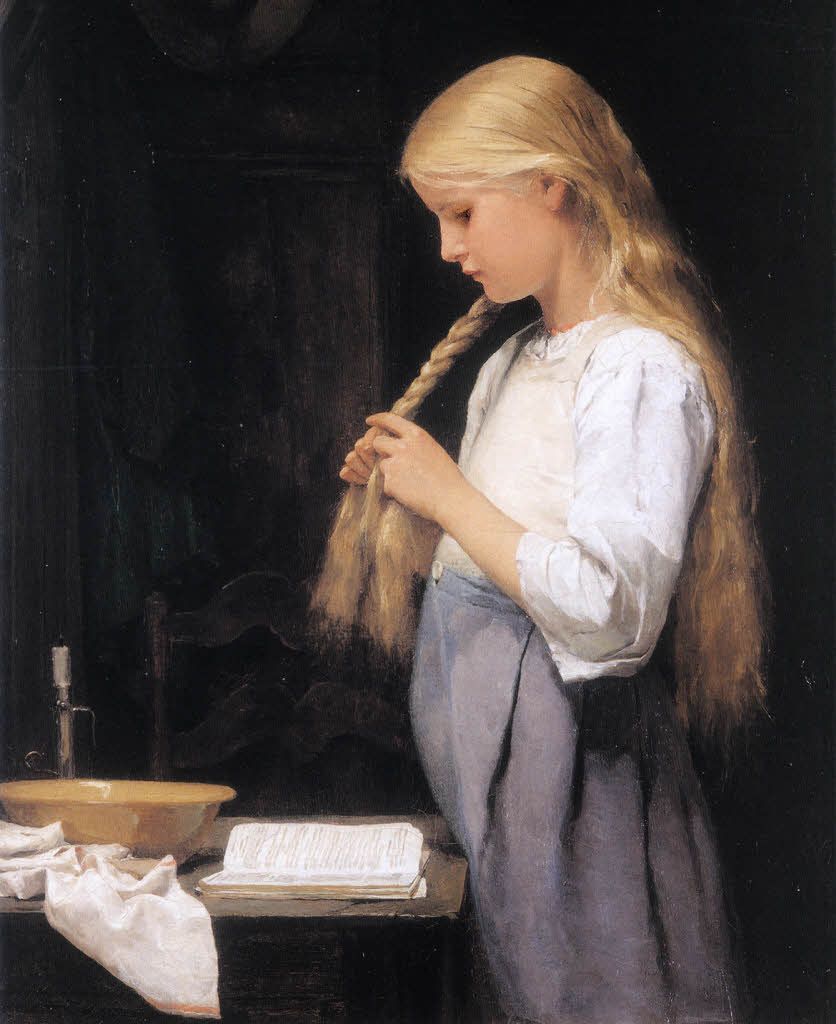
Beispiel aus der Sammlung: Albert Anker: Mädchen die Haare flechtend (1887)

Stefanini investierte einen Grossteil seines Vermögens in Kunstschätze und andere Kulturgüter sowie in die Schlösser Grandson am Neuenburgersee, Luxburg und Salenstein im Thurgau sowie Brestenberg im Aargau, die er in seiner Stiftung für Kunst, Kultur und Geschichte verwaltete.
Sie ist eine der bedeutendsten privaten Kunstsammlungen der Schweiz mit zahlreichen Werken von bedeutenden Künstlern wie Ferdinand Hodler, Albert Anker, Giovanni Giacometti, Alberto Giacometti, Giovanni Segantini und Felix Vallotton. Namhafte Künstlerinnen in der Sammlung sind Angelika Kauffmann, Ottilie Roederstein, Alice Bailly, Helen Dahm, Meret Oppenheim und Niki de Saint Phalle. Im Gegensatz zu Christoph Blocher, mit dem sich Stefanini als Kunstsammler austauschte, kaufte er nicht nur Spitzenwerke, sondern auch viele Skizzen, Studien und Grafiken.

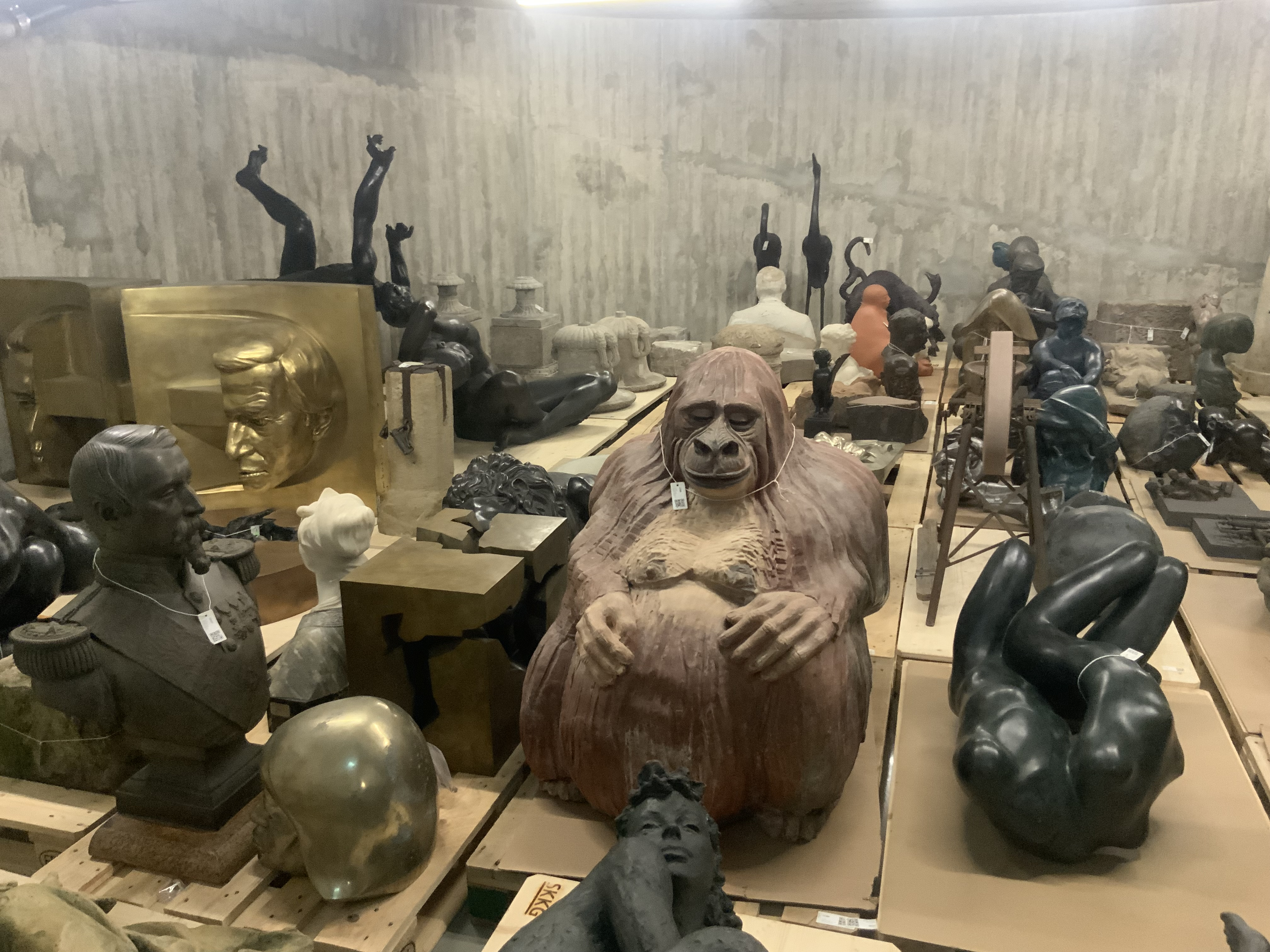
Lager der Sammlung Stefanini in den Untergeschossen des Sulzer-Hochhauses

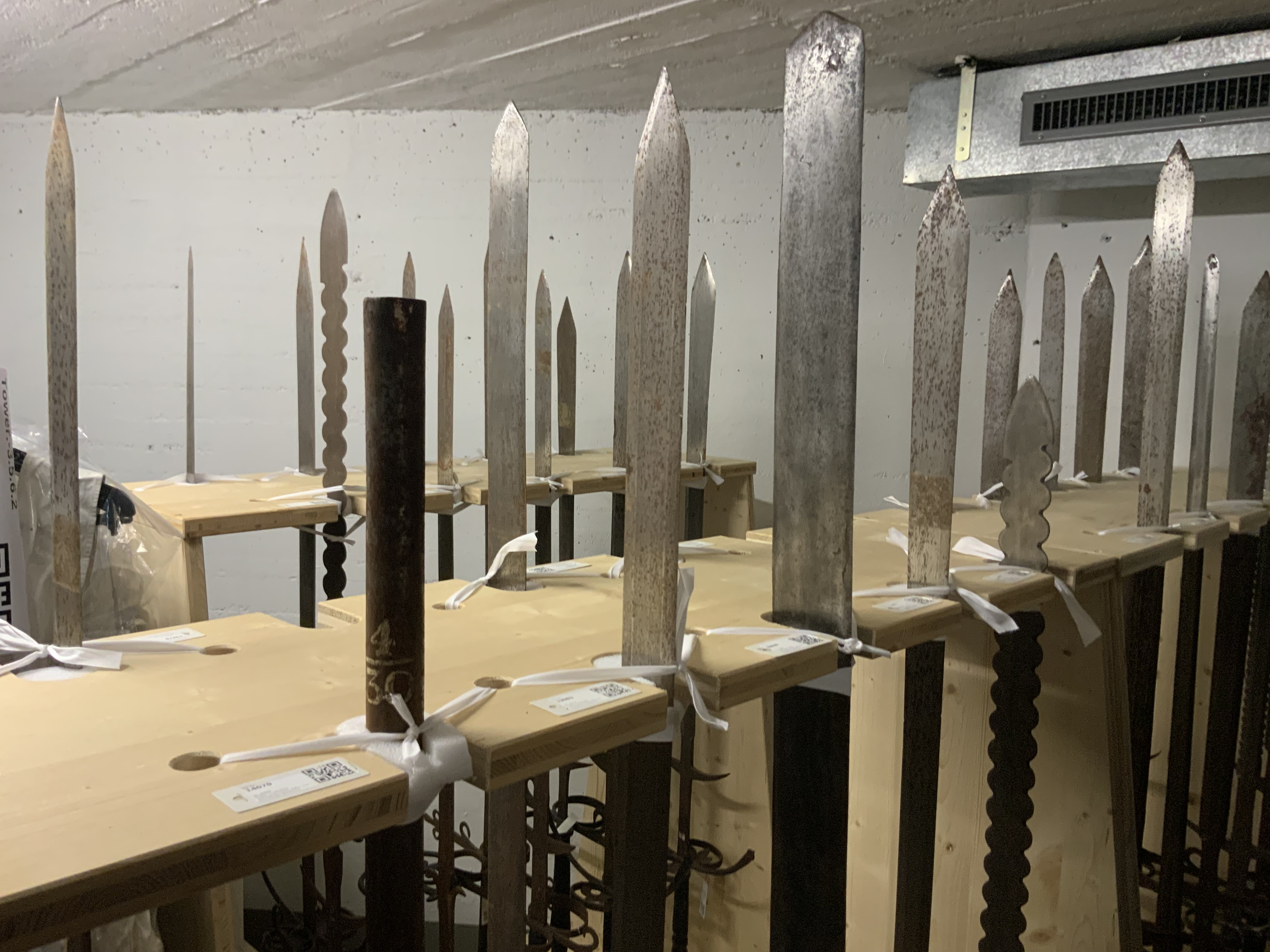
Schwerter

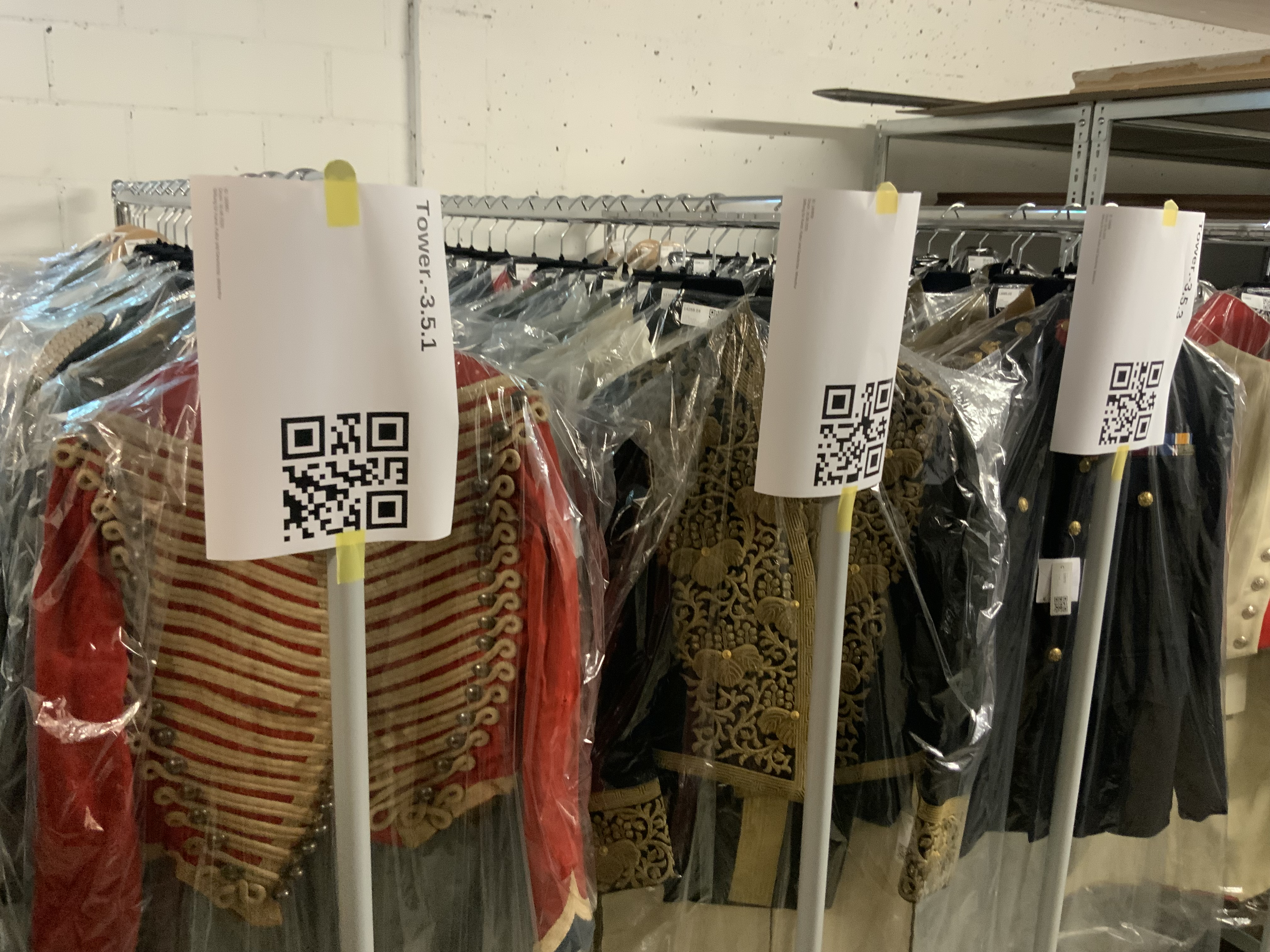
Uniformen

Zu den bekannten Kuriositäten im Besitz von Stefanini gehörten der Rolls-Royce von Joe Carstairs, Sterbebett und Testament von Napoleon Bonaparte, Offiziersmütze, -mantel, -dolch und Taschenuhr von General Guisan, ein Kleid, ein Sonnenschirm und eine Haarlocke von Kaiserin «Sisi», ein Tisch von John F. Kennedy, auf dem 1963 den Atomteststoppvertrag unterzeichnet wurde, sowie ein Tresor von Albert Einstein. Nur ein kleiner Teil dieser Sammlung ist öffentlich zugänglich, so im Schloss Grandson. Die rund 100'000 Objekte sind zumeist in eigenen Liegenschaften eingelagert, vor allem in den Untergeschossen des Sulzer-Hochhauses in Winterthur.
Im Februar 2014 führte ein Versuch, die Statuten zu ändern, zum Streit der Familienmitglieder mit dem Stiftungsrat. Am 17. Dezember 2014 bestimmten die Nachkommen Bettina und Vital Stefanini noch vor Ablauf der Amtsperiode des von Stifter Bruno Stefanini gewählten Stiftungsrats einen neuen Stiftungsrat. Sie liessen sich selber und drei weitere neue Mitglieder im Handelsregister eintragen und die alten streichen, darunter auch ihren Vater Bruno Stefanini. Dies veranlasste die Aufsichtsbehörde, mittels superprovisorischer Verfügung einzuschreiten. Die Eidgenössische Stiftungsaufsicht machte den Schritt der Nachkommen rückgängig und setzte den vom Stifter gewählten Stiftungsrat wieder ein. Mit einer Verfügung vom 30. Januar 2015 bestimmte die Eidgenössische Stiftungsaufsicht den Berner Anwalt Stephan Herren zum Sachwalter. Tochter Bettina Stefanini hielt fest, der frühere Stiftungsrat habe die Kinder «nicht in der Stiftung haben» und «Macht an sich reissen» wollen. Im März 2018 entschied das Bundesgericht zugunsten der Kinder von Bruno Stefanini, die Eidgenössische Stiftungsaufsicht beendete das Mandat des Sachwalters, und Tochter Bettina Stefanini übernahm das Präsidium des Stiftungsrats. Sie war 2018 aus Irland nach Winterthur zurückgekehrt, um «die Interessen meines an Demenz leidenden Vaters und seiner Stiftung zu vertreten». Die bisherigen Stiftungsratsmitglieder mussten abtreten.
Seit 1. Juli 2023 führt der Historiker Thomas D. Meier, von 2009 bis 2022 Rektor der Zürcher Hochschule der Künste, den Stiftungsrat; die Kinder von Bruno Stefanini gehören ihm nicht mehr an. Bettina Stefanini, eine promovierte Nachhaltigkeitsexpertin, wirkt seither als Direktorin der Stiftung für Kunst, Kultur und Geschichte. Einerseits beschafft sich die Stiftung ihre Mittel durch das Bewirtschaften und Entwickeln der 2200 Wohnungen in der Terresta AG, zumeist im Raum Winterthur. Diese Liegenschaften, auch rund ein Viertel der Altstadt, «haben mehrere Renovationszyklen verpasst»; sie boten so über Jahrzehnte günstige Wohnmöglichkeiten für sozial Schwächere. Die Stiftung versucht deshalb ihren Bestand behutsam zu erneuern und dabei die soziale Durchmischung und das baukulturelle Erbe zu erhalten. Anderseits beschäftigt die Stiftung 30 Fachleute, um die Sammlung von Bruno Stefanini aufzuarbeiten. Sie erfassten bisher 80'000 der schätzungsweise 100'000 Objekte und untersuchten, von einer unabhängigen Kommission unterstützt, die Provenienz von 700 Kunstwerken.
Die Stiftung verkaufte das Schloss Luxburg im Oktober 2021 an eine Interessengemeinschaft von Einheimischen und das Schloss Salenstein im Januar 2024 an einen ortsansässigen Unternehmer.
Beim Eulachpark in Oberwinterthur soll der neue Sitz der Stiftung und der Terresta AG entstehen, als «Ort für Arbeit, Leben und Kultur», der in einem dreiteiligen Gebäude die Sammlung mit Büros, Werkstätten und einem vielfältigen Wohnangebot vereint. Beim Projekt Campo geht es darum ein nachhaltiges Sammlungs-, Büro-, Gewerbe- und Wohnhaus im wachsenden Winterthurer Stadtteil Neuhegi zu entwickeln.

## Galerie

### Werke der Bildenden Kunst

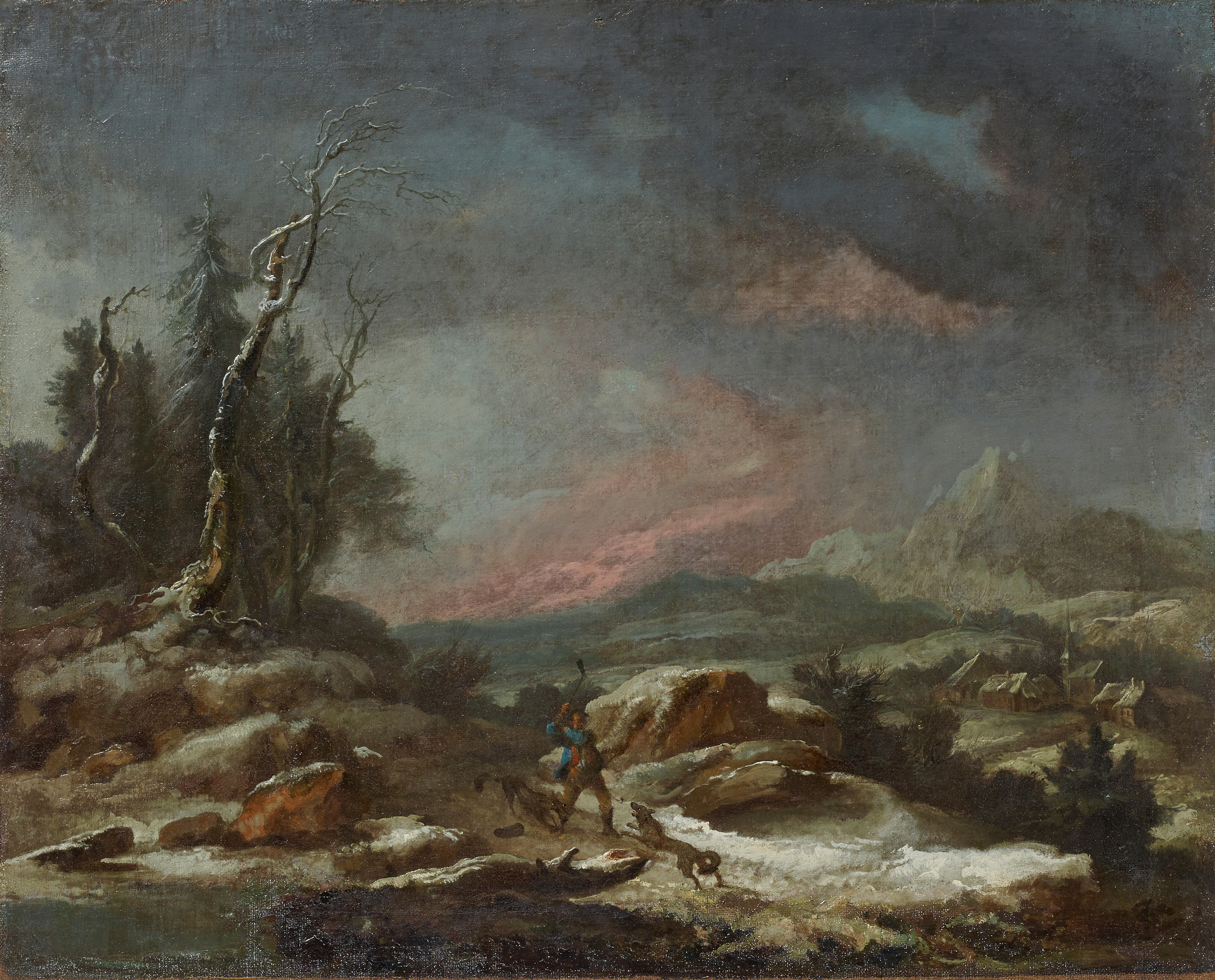
Caspar Wolf: Winterlandschaft mit einem Wanderer im Kampf gegen Wölfe, 1770
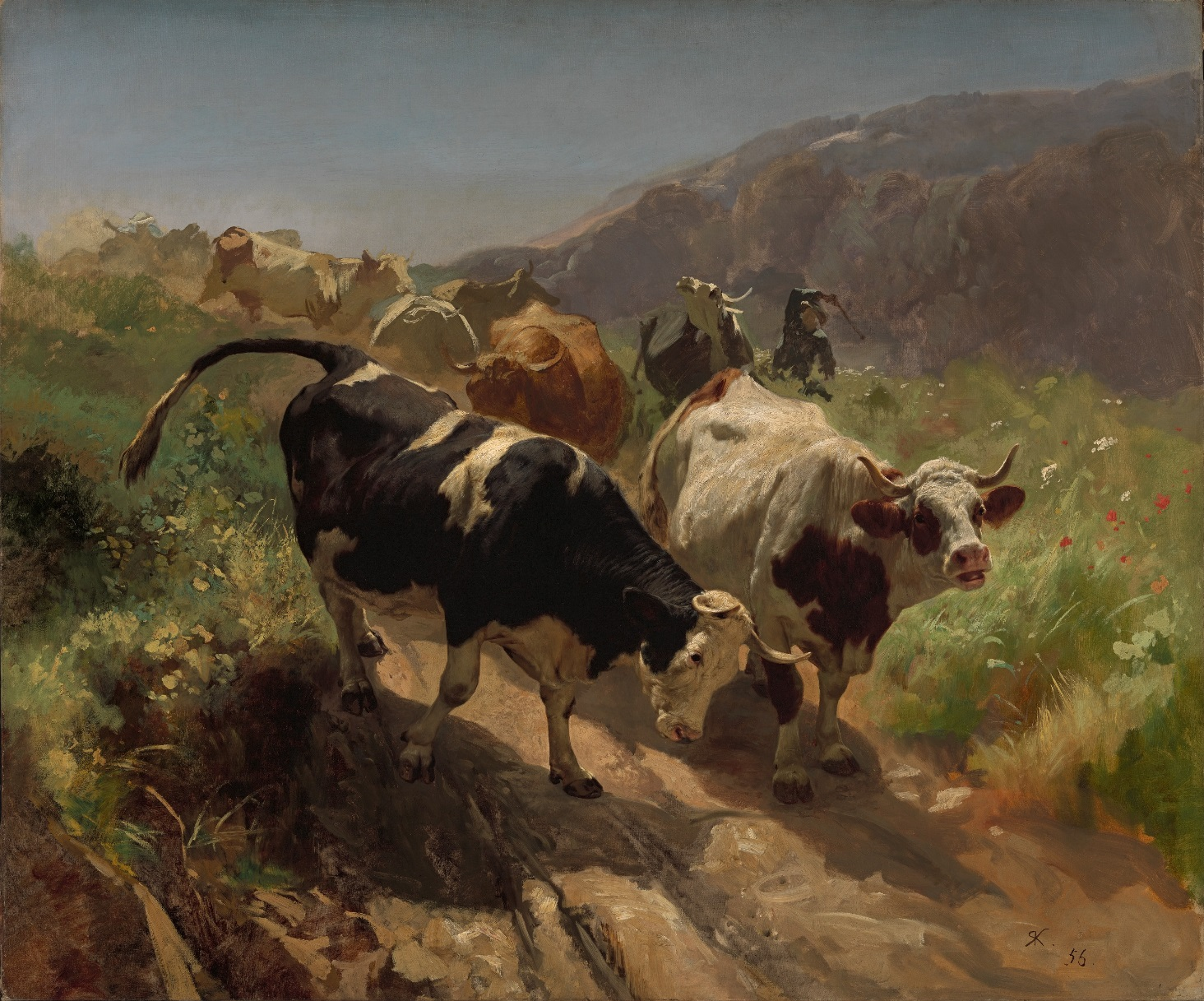
Rudolf Koller: Abstieg von der Alp, 1856
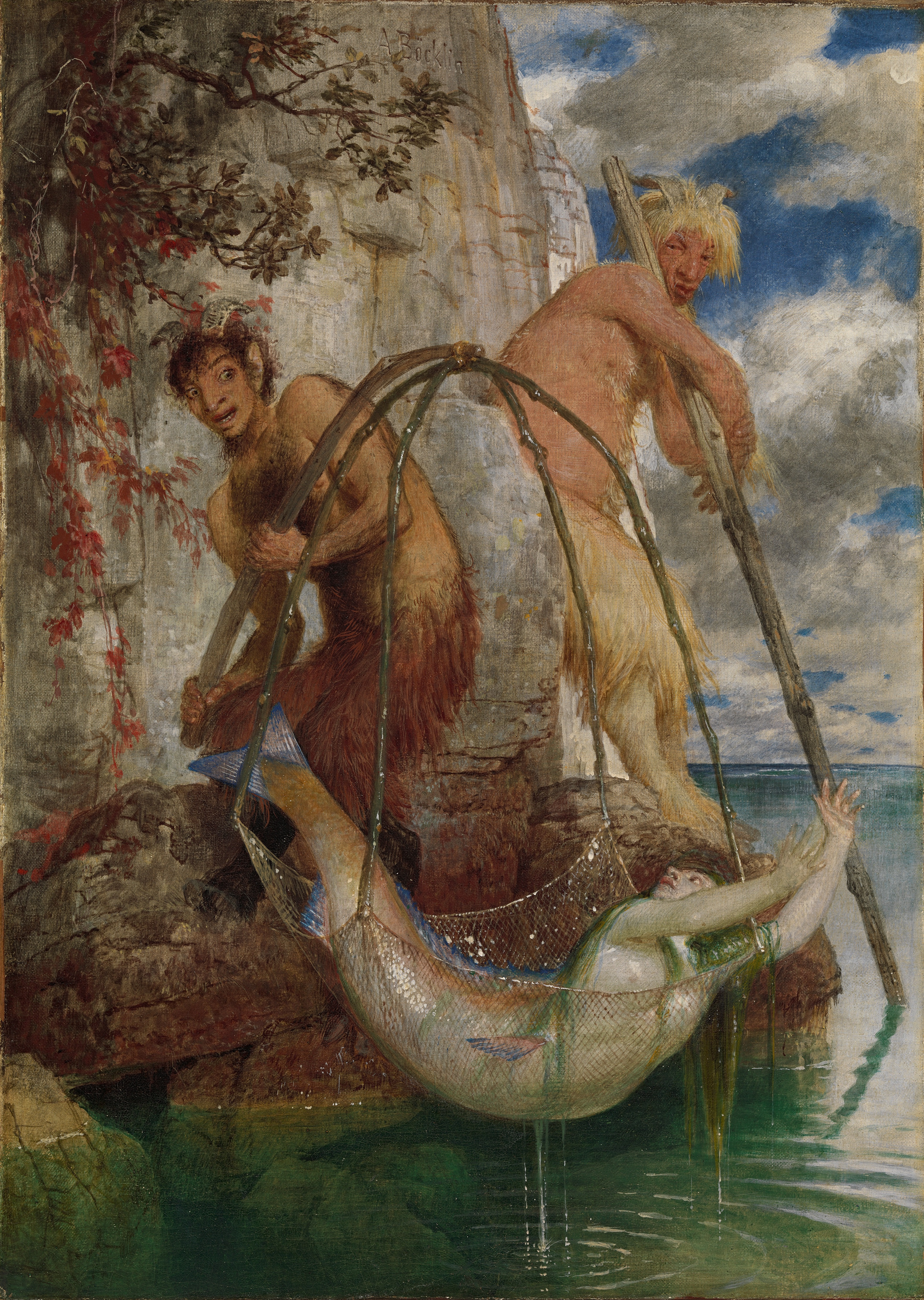
Arnold Böcklin: Zwei fischende Pane, 1874
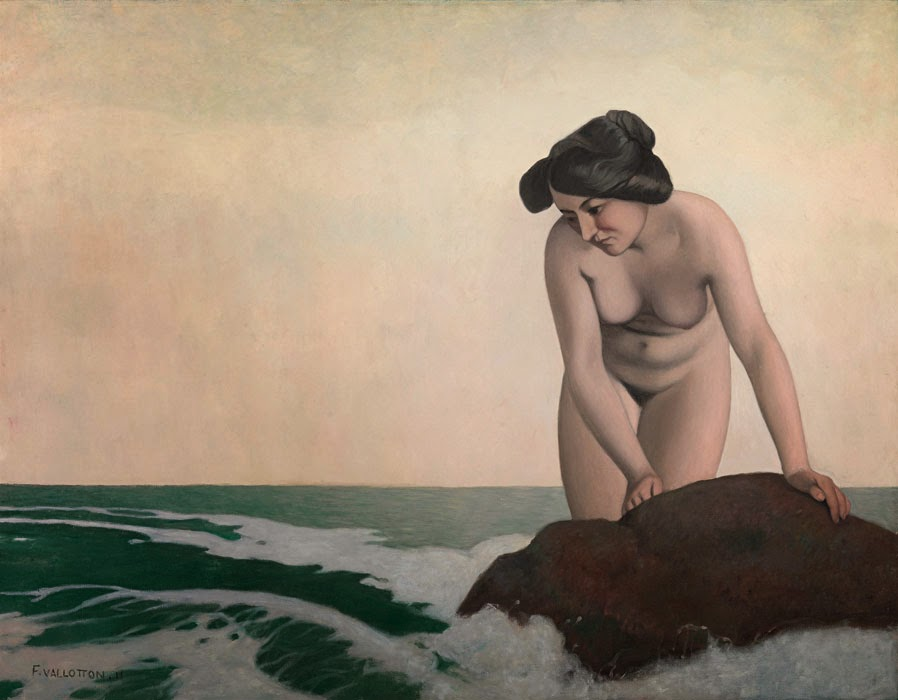
Félix Vallotton: Baigneuse au rocher, 1911

### Impressionen der Lager

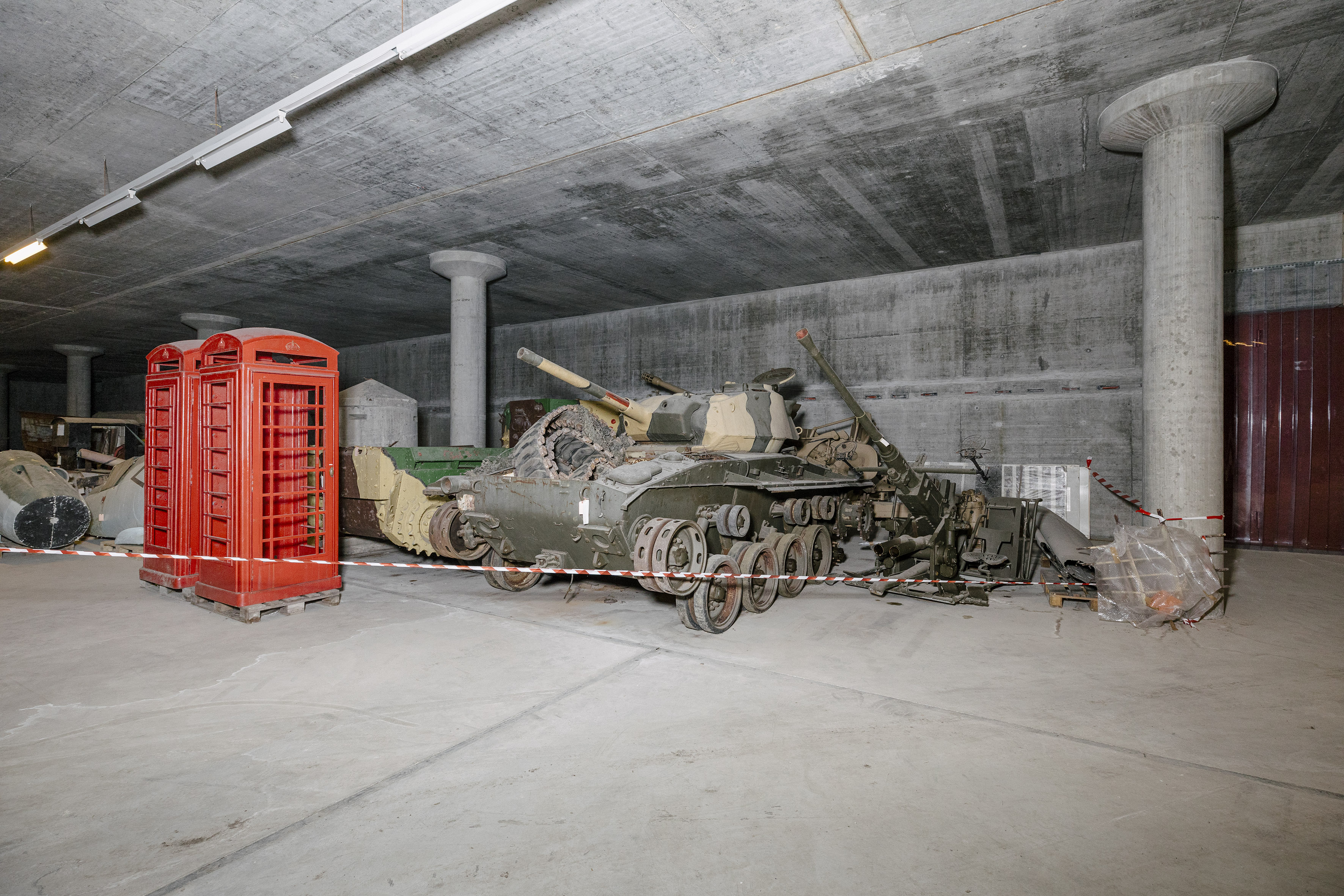
Bunkeranlage im Schloss Brestenberg mit Sammlungsgegenständen (2020)
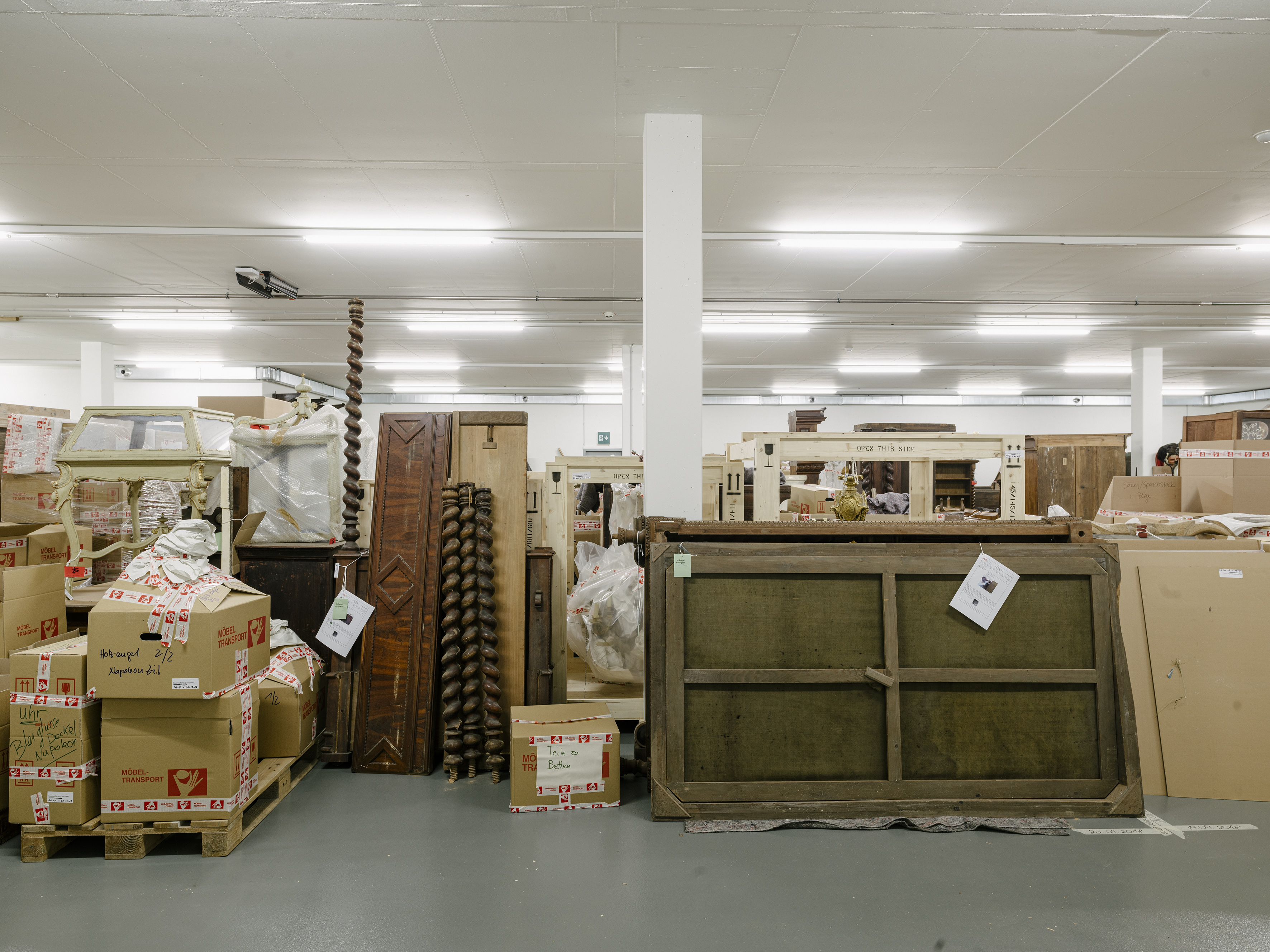
Ein Depot vor der Reinigung der Objekte (2021)
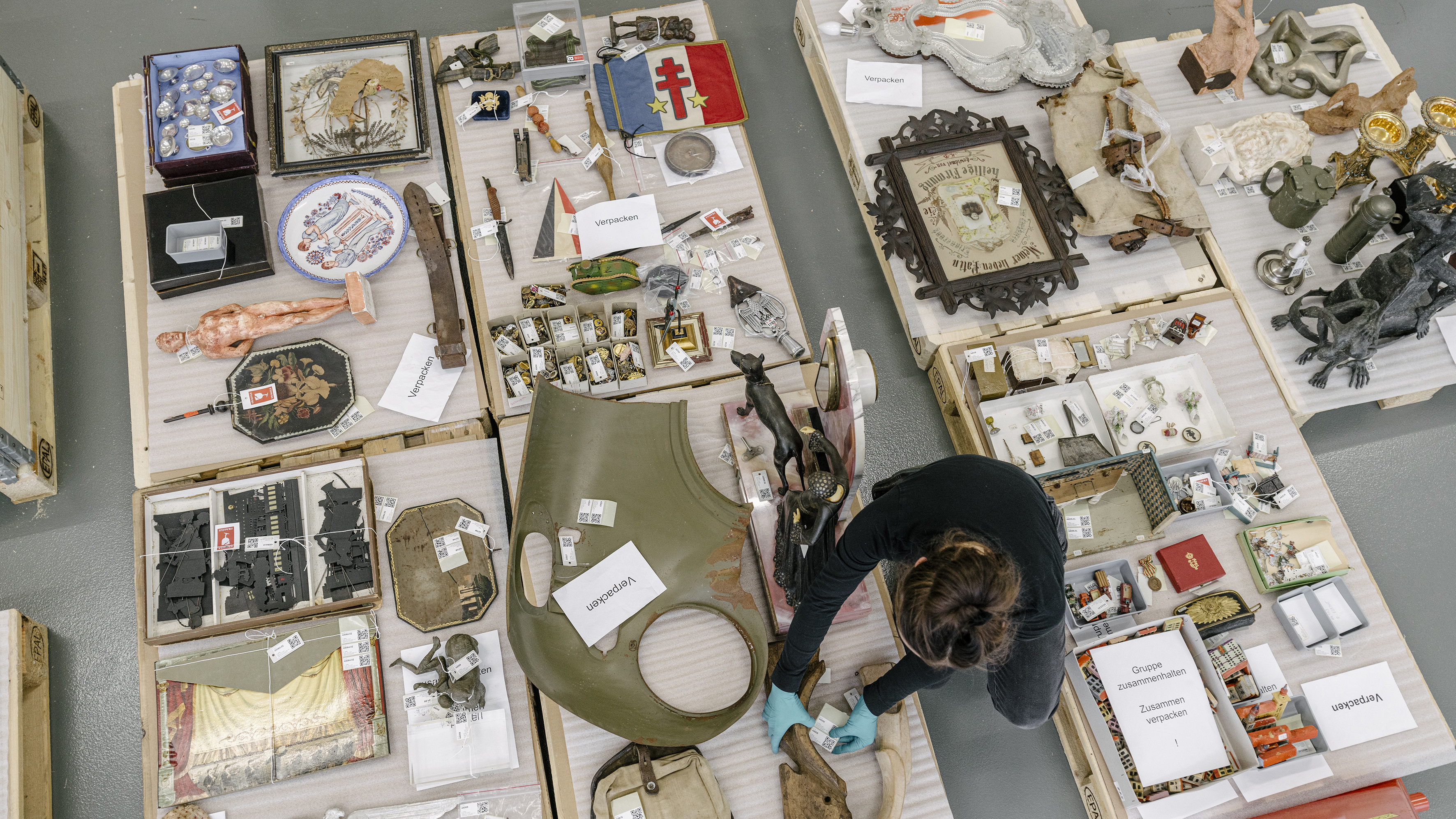
Reinigung und Registrierung (2021)
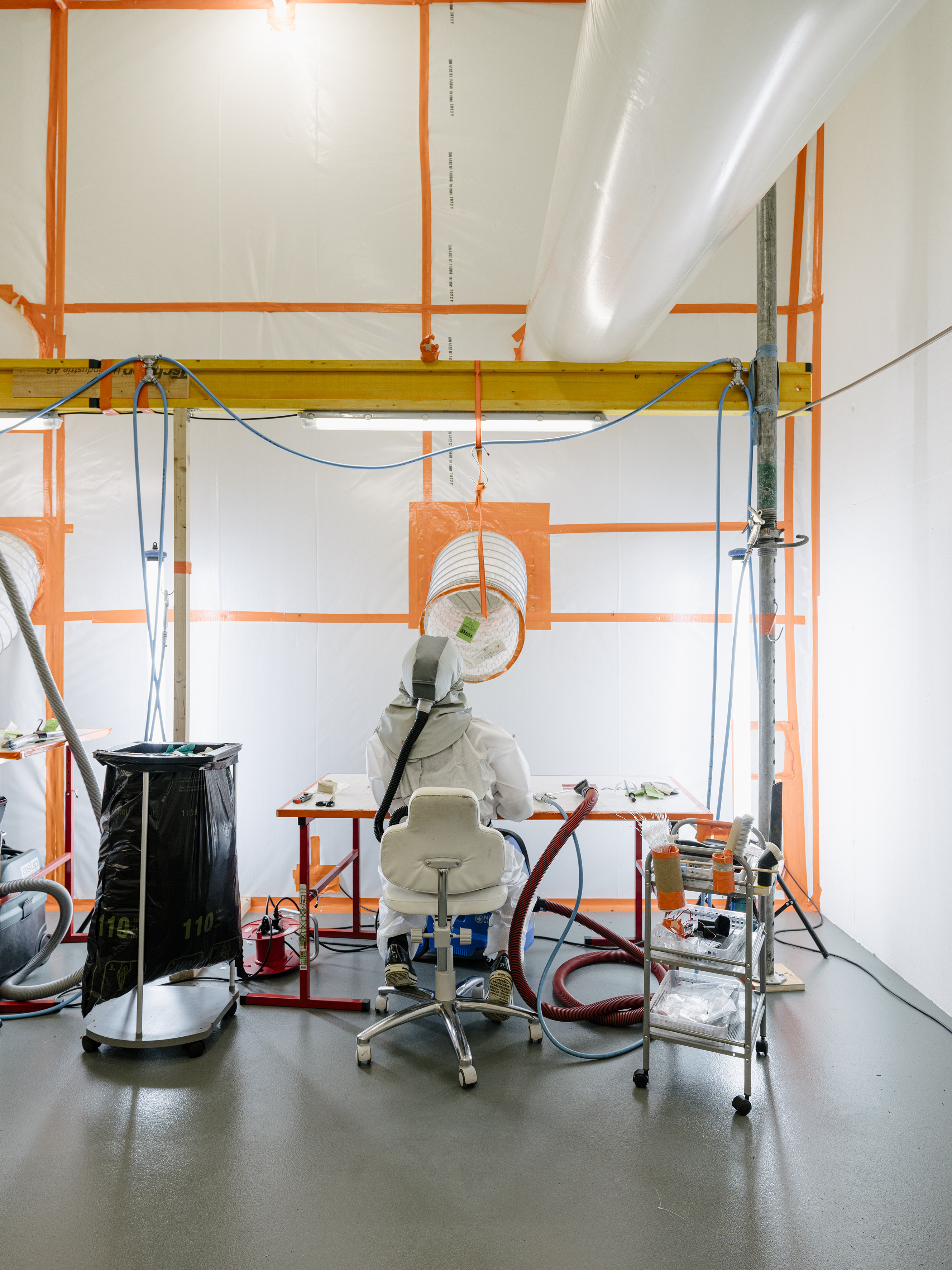
Arbeitsplatz zur Reinigung von Objekten (2021)
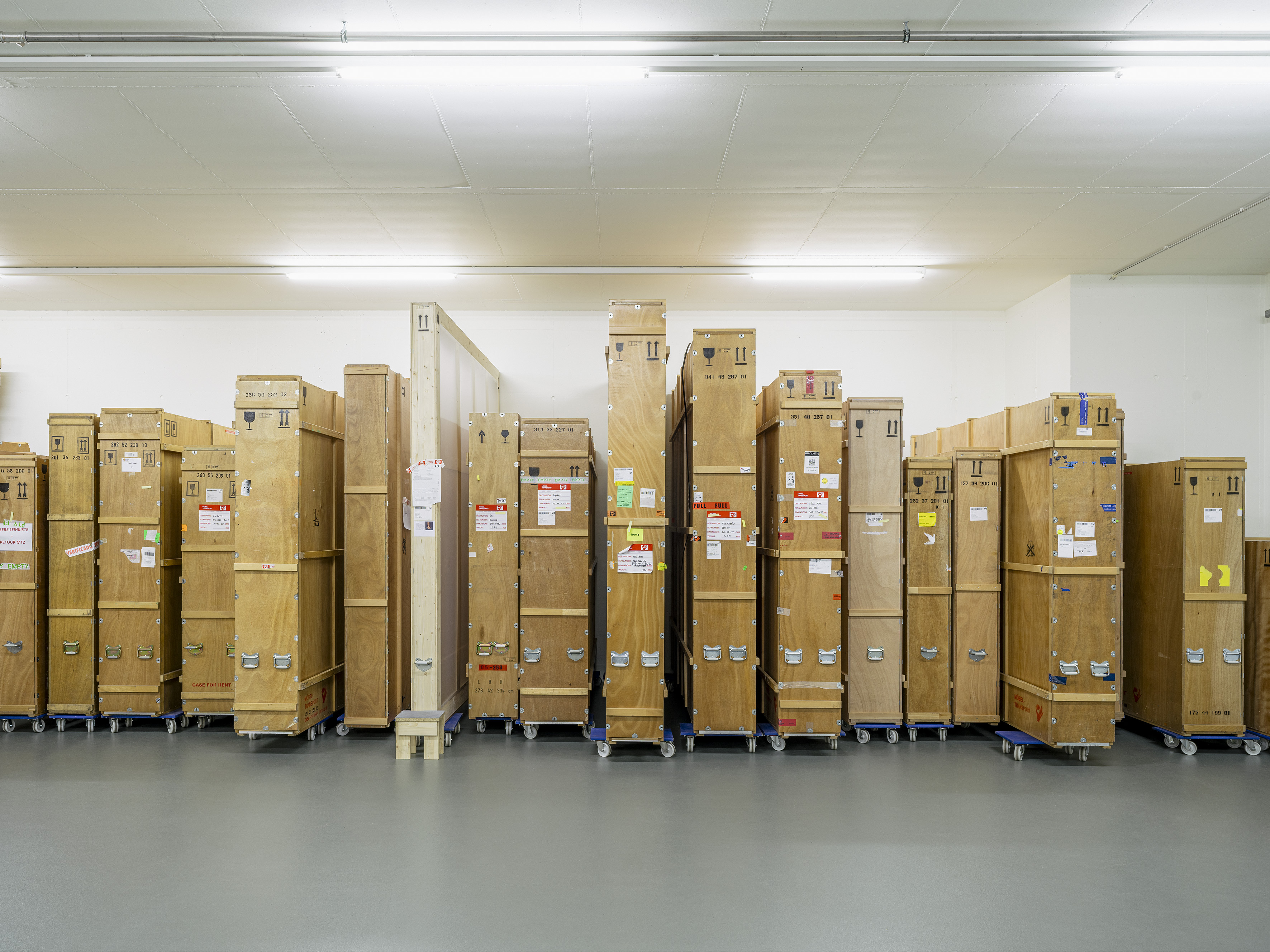
Transportkisten in einem Gemälde-Depot (2024)

## Film
- Die Hinterlassenschaft des Bruno Stefanini von Thomas Haemmerli, Kinodokumentarfilm 2025